# Дэлби, Питер
Питер Дэлби (англ. Peter Dalby) — фигурист из Великобритании, бронзовый призёр чемпионатов Европы 1972 года, двукратный чемпион Великобритании 1972 и 1975 годов в танцах на льду.
Выступал в паре с Джанет Соубридж.

## Спортивные достижения
| Соревнования/Сезоны       | 1971 | 1972 | 1973 | 1974 | 1975 |
| ------------------------- | ---- | ---- | ---- | ---- | ---- |
| Чемпионаты мира           |      | 4    | 4    | 5    |      |
| Чемпионаты Европы         | 5    | 3    | 4    | 4    |      |
| Чемпионаты Великобритании |      | 1    | 2    |      | 1    |